# 布魯克菲爾德鎮區 (密西根州伊頓縣)
布魯克菲爾德鎮區（英語：Brookfield Township）是位於美國密西根州伊頓縣的一個行政鎮區。

## 地方資料
布魯克菲爾德鎮區的面積為93.80平方千米，當中陸地面積為93.00平方千米，而水域面積為0.80平方千米。根據2020年美國人口普查的數據，當地共有人口1467人，而人口密度為每平方千米15.64人。